# End of the World (filme)
End of the World (bra: O Dia do Juízo Final) é um filme estadunidense de ficção científica de 1977 dirigido por John Hayes.

## Sinopse
O professor da NASA Andrew Boran (Kirk Scott) é um cientista pesquisador que descobre estranhos sinais de rádio no espaço sideral que parecem se originar da Terra. Os sinais parecem prever desastres naturais que estão ocorrendo em todo o mundo.
Quando ele e sua esposa Sylvia (Sue Lyon) decidem investigar a origem dos sinais, eles acabam sendo mantidos em cativeiro em um convento que foi infiltrado por alienígenas. Esses invasores, do planeta Utopia, planejam destruir o mundo com os desastres naturais. Eles replicaram as habitações originais do convento e agora se apresentam como o padre e as freiras.
Enquanto posando como o humano Pai Pergado, o líder alienígena Zindar (Christopher Lee) explica que a Terra é um foco de doenças que não pode continuar poluindo a galáxia.
Boran e Sylvia decidem no final não parar a destruição da Terra e, em vez disso, retornar à Utopia com Zindar. Para fazer o retorno com segurança, Zindar mantém Sylvia como refém e exige que Boran roube um Cristal Variância do laboratório para que eles possam escapar da destruição da Terra. A Terra então explode.

## Elenco
- Christopher Lee como Pai Pergado / Zindar
- Sue Lyon como Sylvia Boran
- Kirk Scott como Professor Andrew Boran
- Dean Jagger como Ray Collins
- Lew Ayres como Comandante Joseph Beckerman
- Macdonald Carey como John Davis
- Liz Ross como Irmã Patrizia
- Jon van Ness como Sr. Sanchez

## Recepção
Creature Feature achou barato e demorado, dando-lhe 1,5 de 5 estrelas. TV Guide deu ao filme 1 de 5 estrelas. Moria achou o filme maçante e lendariamente ruim, só vale a pena assistir para ver os primeiros trabalhos de Charles Band, e deu ao filme metade de uma estrela. Ele disse ainda que Lee teve um desempenho muito bom, muito melhor do que o filme merecia.

## Produção
O filme foi produzido por Charles Band. Moria afirma que em uma entrevista da década de 1970, Lee disse que mentiram sobre a qualidade do filme a ser produzido para fazê-lo concordar em estrelar o filme.

## Lançamento
O filme foi lançado em DVD em 2005.